# Biedenkopf
Biedenkopf est une municipalité allemande située dans l'arrondissement de Marbourg-Biedenkopf et dans le land de la Hesse. La ville est arrosée par la Lahn.

## Jumelages
La ville de Biedenkopf est jumelée avec :
- La Charité-sur-Loire (France)
- Cogoleto (Italie)
- Ostdunkerque (Belgique)
- Wépion (Belgique)
- Neustadt an der Orla (Allemagne)
- Kecskéd (Hongrie)

## Personnalités liées à la ville
- Bernhard von Breydenbach (1440-1497), ecclésiastique né au château de Breidenstein
- Erich Meier (1935-2010), footballeur né et mort à Wallau
- Rudolf Thome (1939-), réalisateur né à Wallau
- Philipp Marx (1982-), joueur de tennis né à Biedenkopf